# Halosigmoidea luteola
Halosigmoidea luteola är en svampart som först beskrevs av Nakagiri & Tubaki, och fick sitt nu gällande namn av Nakagiri, K.L. Pang & E.B.G. Jones 2009. Halosigmoidea luteola ingår i släktet Halosigmoidea och familjen Halosphaeriaceae.   Inga underarter finns listade i Catalogue of Life.